# 何沐妮
何沐妮（英語：Lily "Muni" He，1999年6月16日—），中國女子職業高爾夫球手。

## 早年生活
何沐妮生於中國成都，父親經營餐廳及酒店生意，在她孩童之時讓她學習高爾夫球。她們及後舉家移居加拿大溫哥華，之後再遷往美國聖地亞哥。她中學時入讀聖地亞哥托里派恩斯高中。在2017年轉打職業賽前，她曾經在南加州大學讀過1年的通訊課程。

## 感情生活
2019年起，何沐妮與英国赛車手交往中。